# Богданович, Анатолий Васильевич
Анато́лий Васи́льевич Богдано́вич 16 (28) августа. 1888, с. Микольское Полоцкого округа, ныне с. Луначарское Витебской области, Беларуси — 2 августа 1969, Херсон) — языковед, славист, педагог.

## Биография
Родился в семье священника. Окончил Витебскую духовную семинарию (1909), историко-филологический факультет Варшавского университета (1913). В 1913—1914 — преподавал в мужской гимназии города Резекне Витебской губернии (ныне Резекне, Латвия), в 1914—1918 — служил в российской армии, в 1918—1926 — преподавал в гимназиях, школах и техникумах города Витебск. С 1926 — доцент кафедры белорусского языка Белорусского университета (Минск), секретарь Орфографической комиссии, а затем Комиссии белорусского литературного языка в Институте белорусской культуры (Инбелькульт), преподавал в Белорусском высшем педагогическом институте (впоследствии — Минский педагогический институт), Коммунистическом университете Беларуси; преподавал филологические дисциплины в Астраханском (1934—1935), Магнитогорском (1935—1937) педагогических институтах. В 1937—1952 — в Краснодарском педагогическом институте: с 1947 — доцент, в 1950—1951 — исполняющий обязанности заведующего кафедрой русского языка. В 1947 году защитил кандидатскую диссертацию «Безличные предложения в современном русском языке». С 1952 — заведующий кафедрой русского языка Херсонского педагогического института.
Богданович — автор ряда учебных, методических и теоретических работ по белорусскому языкознанию. Исследовал историю развития белорусского языка, фонетику, морфологию, синтаксис и правописание белорусского литературного языка. Ряд вопросов, которые поднимал Богданович, актуальны и для современной славистики. С конца 1930-х годов писал преимущественно на русском языке. Богданович ставил вопрос о необходимости уточнения понятия «предложение». Доказывал историческую основу личных местоимений трех восточнославянских народов, обосновал утверждение, что образование личных местоимений 1-го и 2-го лица во всех восточнославянских языках — совместный процесс далекой исторической эпохи, чем и объясняются незначительные диалектные отличия между ними в наше время.

## Работы
- Беларуская мова: Падручнік для тэхнікумаў и самаадукацыі. Минск, 1927;
- Общая историческая основа личных местоимений в родственных русском, украинском и белорусском языках // Наук. зап. Херсон. мэд. ин-ту. 1955. Вып. 5;
- Об улучшении преподавания языка в школе. Х., 1956;
- Предложение как основная синтаксическая единица // Ежегодник науч. работ. 1960. Гуманитар. науки. Херсон. мэд. ин-т. 1961.